# Mapa cieplna

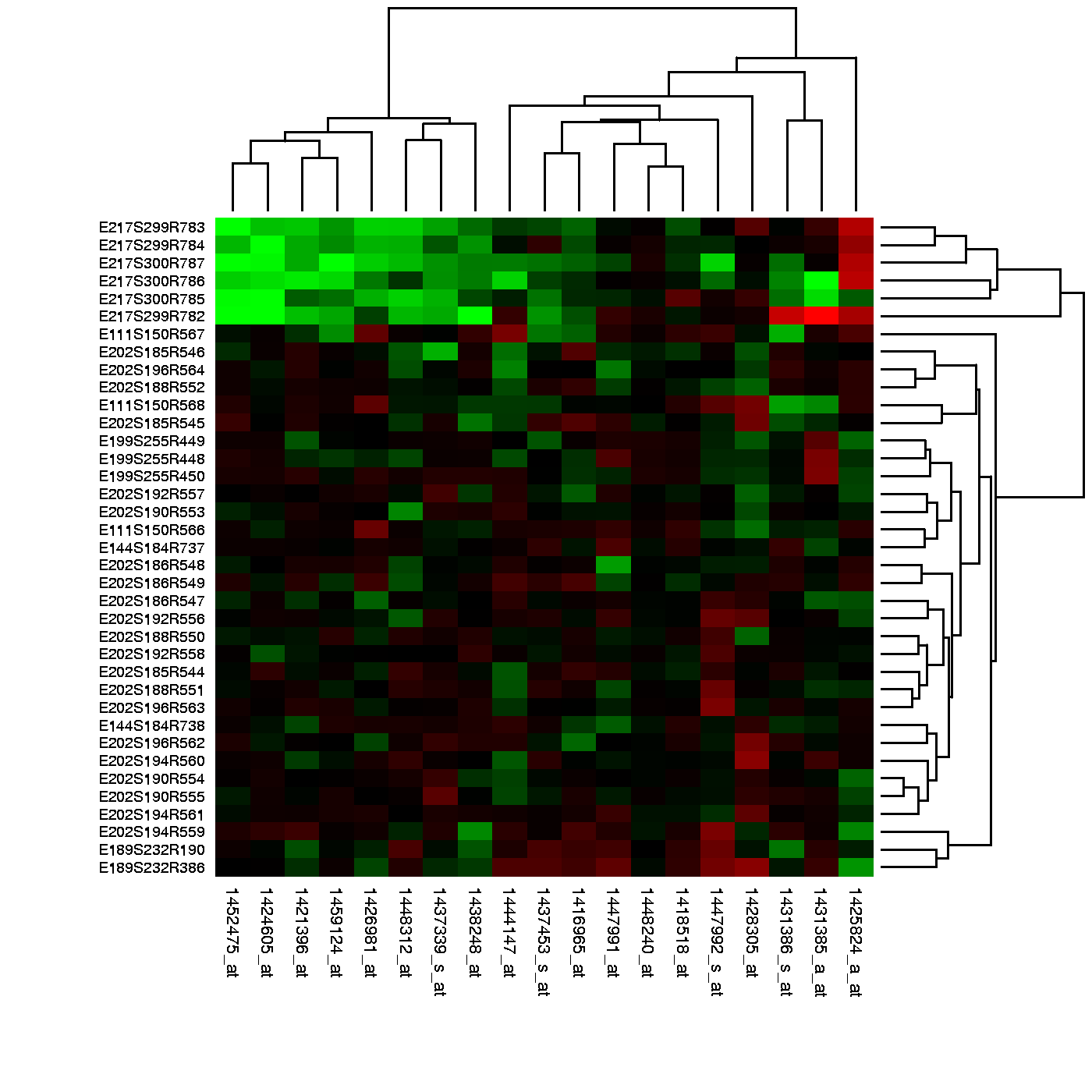
Mapa cieplna wygenerowana z danych z mikromacierzy DNA, odzwierciedlająca wartości ekspresji genów w różnych warunkach

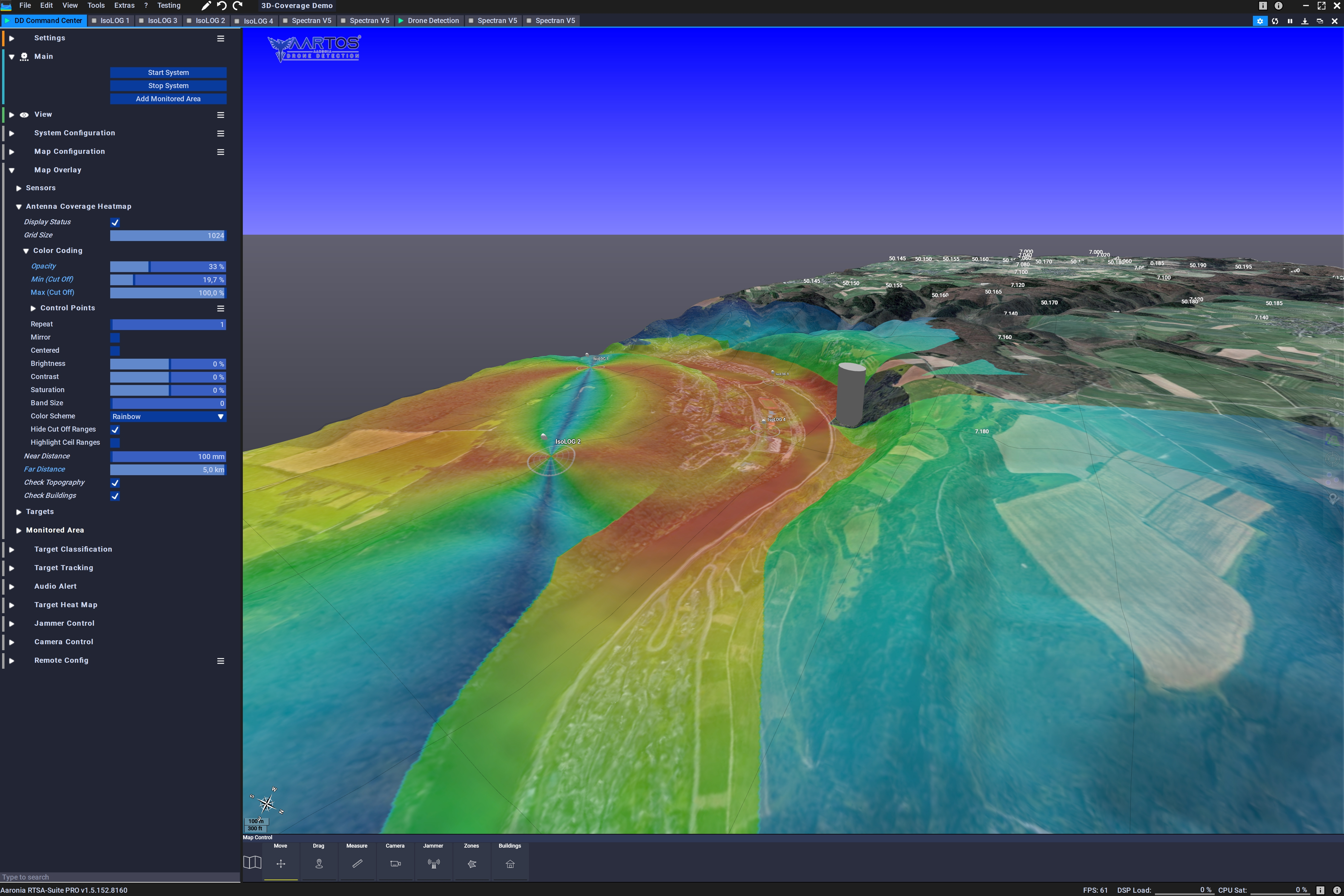
Mapa cieplna pokazująca zasięg pokrycia częstotliwości radiowej systemu wykrywania dronów

Mapa cieplna (lub mapa ciepła, ang. heat map) – technika dwuwymiarowej wizualizacji danych, w której wartości obserwacji są odwzorowywane za pomocą koloru. Skala wartości może być odwzorowana przez odcień lub intensywność koloru.
W niektórych zastosowaniach – takich jak analiza przestępczości czy śledzenie kliknięć na stronie internetowej – kolor służy do przedstawiania gęstości punktów danych, a nie konkretnych wartości przypisanych do każdego punktu.
Choć termin „mapa cieplna” jest stosunkowo nowy, sama praktyka cieniowania macierzy ma już ponad sto lat.